# Disturbios de la cafetería Compton's
Los disturbios de la cafetería Compton's ocurrieron en agosto de 1966 en el distrito de Tenderloin de San Francisco. El incidente fue la primera revuelta transgénero registrada en la historia de los Estados Unidos, adelantándose tres años a los famosos disturbios de Stonewall de 1969 en Nueva York. 

## Contexto

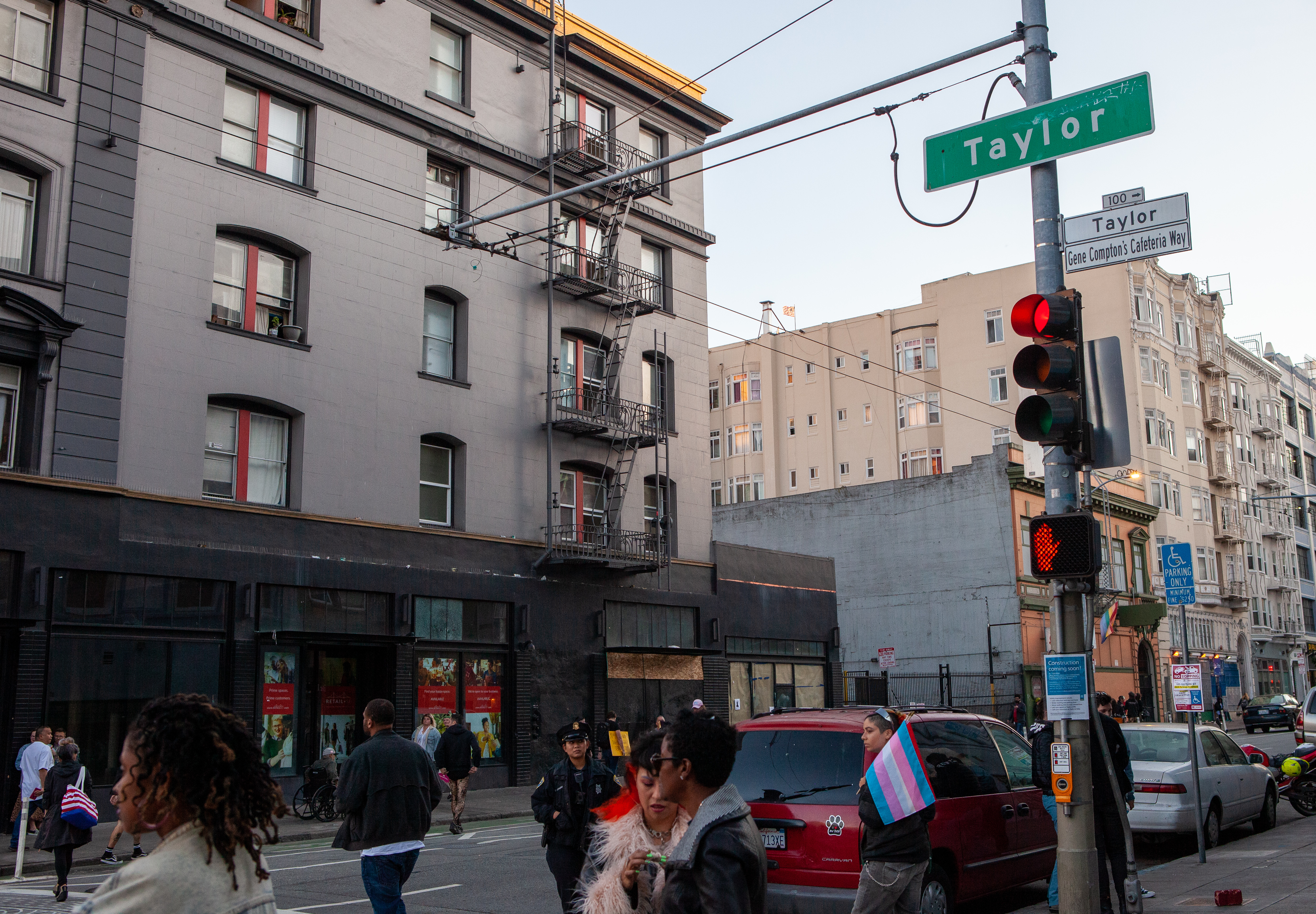
Esquina de las calles Taylor y Turk durante la marcha trans de San Francisco 2019 (una señal indica en la columna "Gene Compton's Cafeteria Way" o sea "Paseo de la Cafetería Gene Compton's").

La cafetería Compton's pertenecía a una cadena de cafeterías que pertenecían a Gene Compton, que funcionaron en San Francisco desde los años 1940 hasta los 1970. La de Tenderloin estaba situada en el número 101 de la calle Taylor (esquina con Turk), estuvo abierta de 1954 a 1972, era uno de los pocos lugares de la ciudad donde los transexuales podían reunirse públicamente porque entonces no eran bien recibidos en los bares gais, debido a que el travestismo no era legal en aquel tiempo y la policía podía usar como pretexto la presencia de transexuales en el bar para hacer una redada y clausurar el local.
Muchos de los chaperos y otros gais que participaron en el distubios eran miembros de Vanguard, la primera organización de jóvenes gais conocida en los EE. UU., que se habían organizado ese mismo año con la ayuda de predicadores de izquierdas de la Glide Memorial Church, un centro para el activismo social progresista en el distrito que llevaba funcionando años. También se formó allí un grupo de lesbianas de la calle que se llamaba Street Orphans.
El sargento Elliott Blackstone había sido designado en 1962 como el primer oficial de enlace del departamento de policía de San Francisco para lo que entonces se llamaba la comunidad homófila.

## Causas

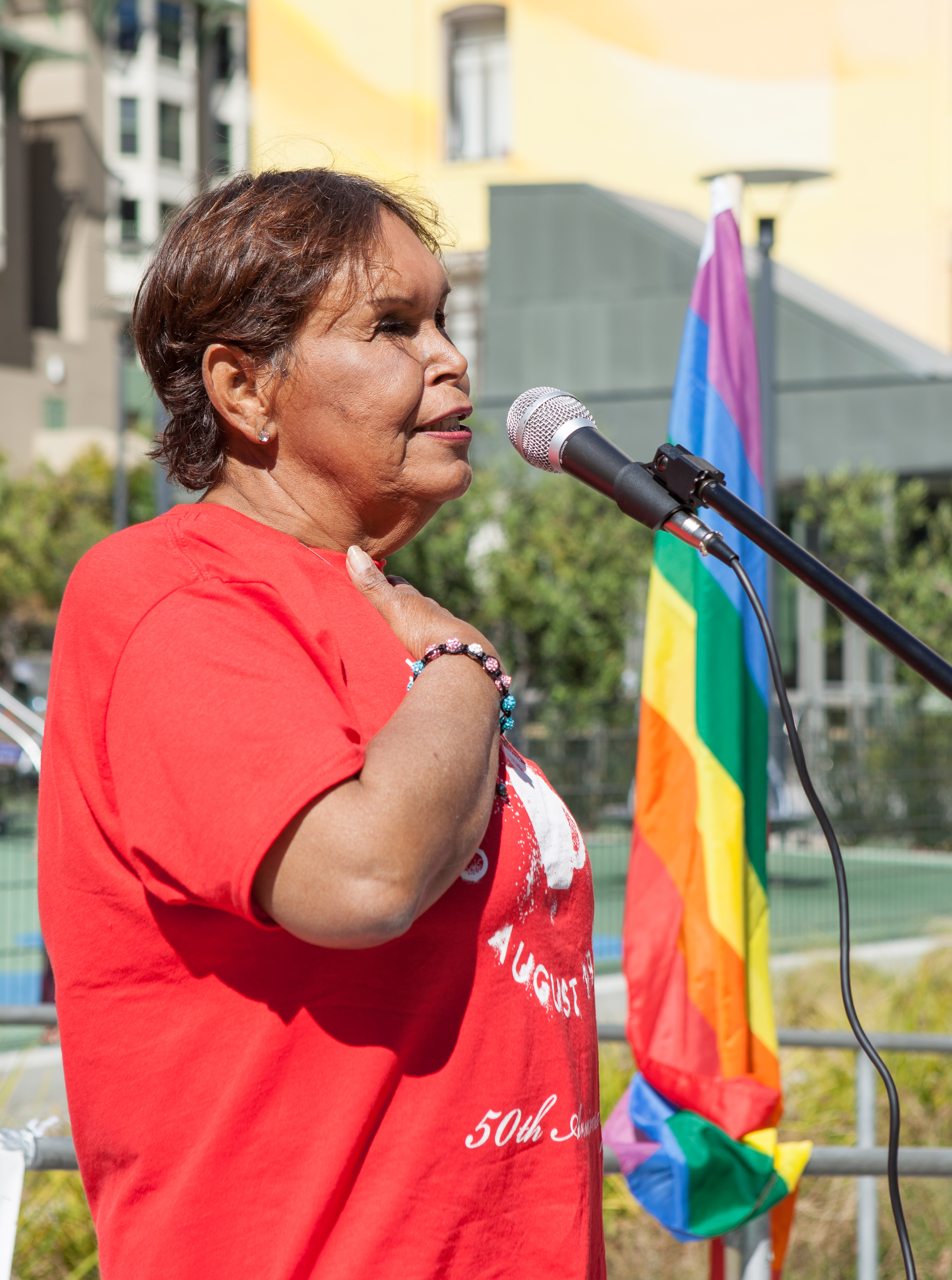
Habla Felicia «Flames» Elizondo en la celebración del 50 aniversario de los disturbios de la cafetería Compton's' en agosto de 2016.

La primera noche la dirección de Compton's llamó a la policía cuando algunos clientes transexuales empezaron a montar escándalo. Cuando un policía que acostumbraba a maltratar a la clientela intentó arrestar a una de las transexuales ella le arrojó su café a la cara. Entonces comenzó el disturbio, volaron la vajilla y el mobiliario y rompieron el escaparate del local. Los policías pidieron refuerzos cuando la lucha se trasladó a la calle y rompieron las ventanillas del coche de policía y volcaron el mostrador de un quiosco de prensa.
La noche siguiente se unieron en un piquete más transexuales, chaperos, gente de la calle, además de otros miembros de la comunidad LGBT frente a la cafetería que no permitía a los transexuales regresar. La manifestación terminó con el escaparate recién instalado roto de nuevo.

## Consecuencias
El disturbio marcó un punto de inflexión en el movimiento local LGBT. Tras los disturbios de Compton’s se organizó una red de atención social, psicológica y médica para transexuales, que culminó en 1968 con la creación de la National Transsexual Counseling Unit (NTCU; unidad nacional de orientación para transexuales), la primera organización para el apoyo y defensa de las transexuales del mundo. El Sargento Blackstone sería el primer observador del NTCU.

## Conmemoración
El incidente fue casi olvidado durante mucho tiempo hasta que el documental Screaming Queens: The Riot at Compton's Cafetería fue premiado el 18 de junio de 2005 en el festival de cine Frameline en el teatro de Castro. El 22 de junio de 2006 se colocó una placa conmemorativa en el lugar, en la acera en frente de donde se encontraba la cafetería. Durante la celebración también se hizo un homenaje al Sargento Blackstone, que se había retirado de su puesto en la policía en 1975.
El 24 de junio de 2016, al concluir la Marcha Trans de San Francisco, se inauguró un nuevo letrero en la calle, que cambió el nombre de la cuadra 100 de Taylor Street a Gene Compton's Cafeteria Way.